# Chesterfield FC
Chesterfield FC is een Engelse professionele voetbalclub uit Chesterfield, Derbyshire. Het team speelt in de League Two, het vierde niveau van het Engelse voetbalsysteem. Chesterfield speelt hun thuiswedstrijden in het SMH Group Stadium (10.504 capaciteit), nadat ze in de zomer van 2010 hun historische thuisbasis Saltergate hebben verlaten. De grootste rivaal van de club is het nabijgelegen Mansfield Town FC.
De club speelde nog nooit in de hoogste klasse maar speelde wel 21 seizoenen op het tweede niveau. In 1997 stuntte de club door de halve finale van de FA Cup te bereiken, daar werden ze echter door Middlesbrough FC verslagen.

## Geschiedenis
Het huidige Chesterfield FC werd op 24 april 1919 opgericht door de gemeente Chesterfield, met als doel de lokale recreatieve voorzieningen te stimuleren. De club, die aanvankelijk Chesterfield Municipal heette, maakte grote vooruitgang op het veld in het eerste seizoen en won de titel van de Midland Football League. De voetbalbond en de Football League hadden echter al duidelijk gemaakt dat ze fel gekant waren tegen een club die door de gemeente werd beheerd en dwongen deze uiteindelijk om de banden te verbreken en onafhankelijk te worden, wat tot uiting kwam in een naamswijziging in Chesterfield FC in december 1920.
In 1921/22 was Chesterfield een van de oprichters van de nieuwe Third Division North. Na de komst van de nieuwe manager Ted Davison in 1926 en voorzitter Harold Shentall in 1928, won de club de titel in de Third Division North in het seizoen 1930/31 en promoveerde naar de Second Division. Degradatie volgde in 1933, maar de titel van de Third Division North werd opnieuw gewonnen in 1936. Na de oorlog bereikte de club hun beste eindklassering en eindigde als vierde in de Second Division in 1946/47. Echter, de verkoop van een aantal spelers aan het einde van het seizoen verminderde hun algehele kwaliteit en Chesterfield degradeerde aan het einde van het seizoen 1950/51. Ze werden geplaatst in de Third Division in 1958. Datzelfde jaar maakte de toekomstige Engelse international Gordon Banks zijn debuut voor Chesterfield. Hij zou aan het einde van het seizoen worden verkocht aan Leicester City voor een toenmalig clubrecord van £ 7.000. In 1961 degradeerde Chesterfield voor het eerst naar de Fourth Division.

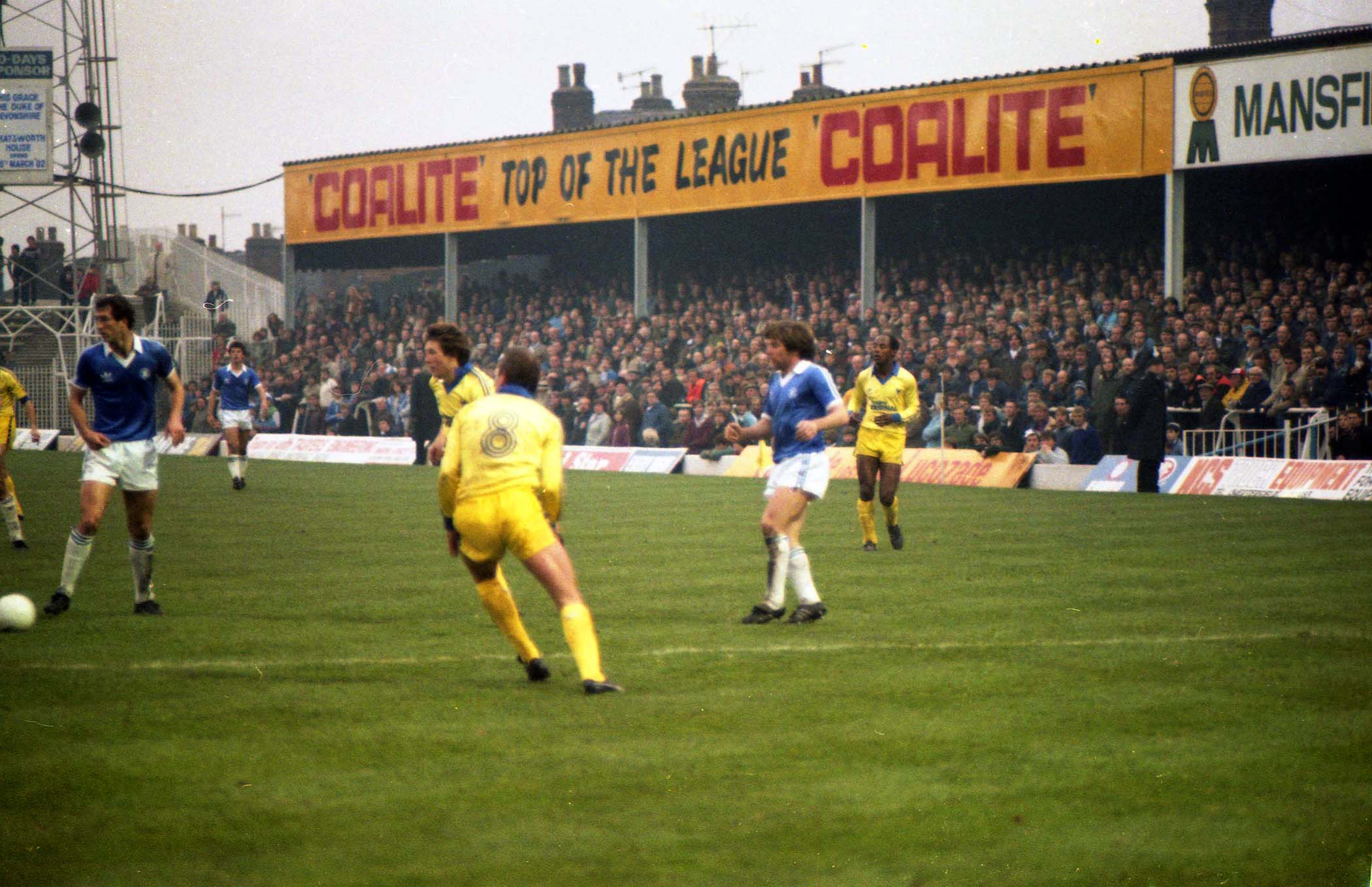
Chesterfield speelt op Saltergate, 1981

Chesterfield bracht acht seizoenen door in de Fourth Division alvorens in 1969/70 kampioen te worden onder manager Jimmy McGuigan. De Anglo-Scottish Cup werd gewonnen in 1981. De club degradeerde in 1983/84, maar won het volgende seizoen de titel van de Fourth Division. Financiële moeilijkheden dwongen de gemeente Chesterfield in 1985 om de club te redden en het trainingsveld van de club te verkopen. Degradatie volgde in 1988/89; Chesterfield bereikte een jaar later de play-offs, maar werd in de play-offfinale verslagen door Cambridge United. De aanstelling van John Duncan als manager in 1993 werd in het seizoen 1994/95 gevolgd door promotie naar de Second Division via de play-offs. In het seizoen 1996/97 versloeg Chesterfield zes clubs, waaronder Premier League-club Nottingham Forest, om voor het eerst in de historie de halve finale van de FA Cup te bereiken. De halve finale-wedstrijd tegen Middlesbrough eindigde in 3-3; Chesterfield verloor de replay met 3-0.
De club degradeerde in 2000 naar de Third Division na een serie van 21 wedstrijden zonder overwinning en voorzitter Norton Lea werd vervangen door Darren Brown. Het jaar daarop kreeg Chesterfield negen punten in mindering voor financieel wanbeleid. De beschuldigingen wegens fraude richting voorzitter Brown groeiden en hij deed afstand van de club in maart 2001. Chesterfield werd toen overgenomen door een haastig opgerichte fangroep, genaamd de Chesterfield Football Supporters Society'. Enorme schulden die onder Brown waren gemaakt dwong de club uiteindelijk om over te gaan tot boedelafstand. Desondanks verzekerde Chesterfield zich dat jaar van promotie naar de Second Divsion na een derde plaats aan het einde van het seizoen. Brown zou later veroordeeld worden tot vier jaar gevangenisstraf vanwege fraude.
Chesterfield degradeerde naar de League Two aan het einde van het seizoen 2006/07, hoewel ze in hetzelfde jaar de regionale halve finale van de Football League Trophy en de vierde ronde van de League Cup bereikten. De club verliet zijn historische thuisbasis in Saltergate aan het einde van het seizoen 2009/10 en verhuisde naar het nieuw gebouwde B2net Stadium. Chesterfield promoveerde naar de League One na het winnen van de League Two-titel in het seizoen 2010/11. In maart 2012 won de ploeg voor de eerste keer de Football League Trophy door Swindon Town met 2-0 te verslaan. Een maand later degradeerde de ploeg echter uit de League One, om twee jaar later weer terug te keren als kampioen van de League Two.

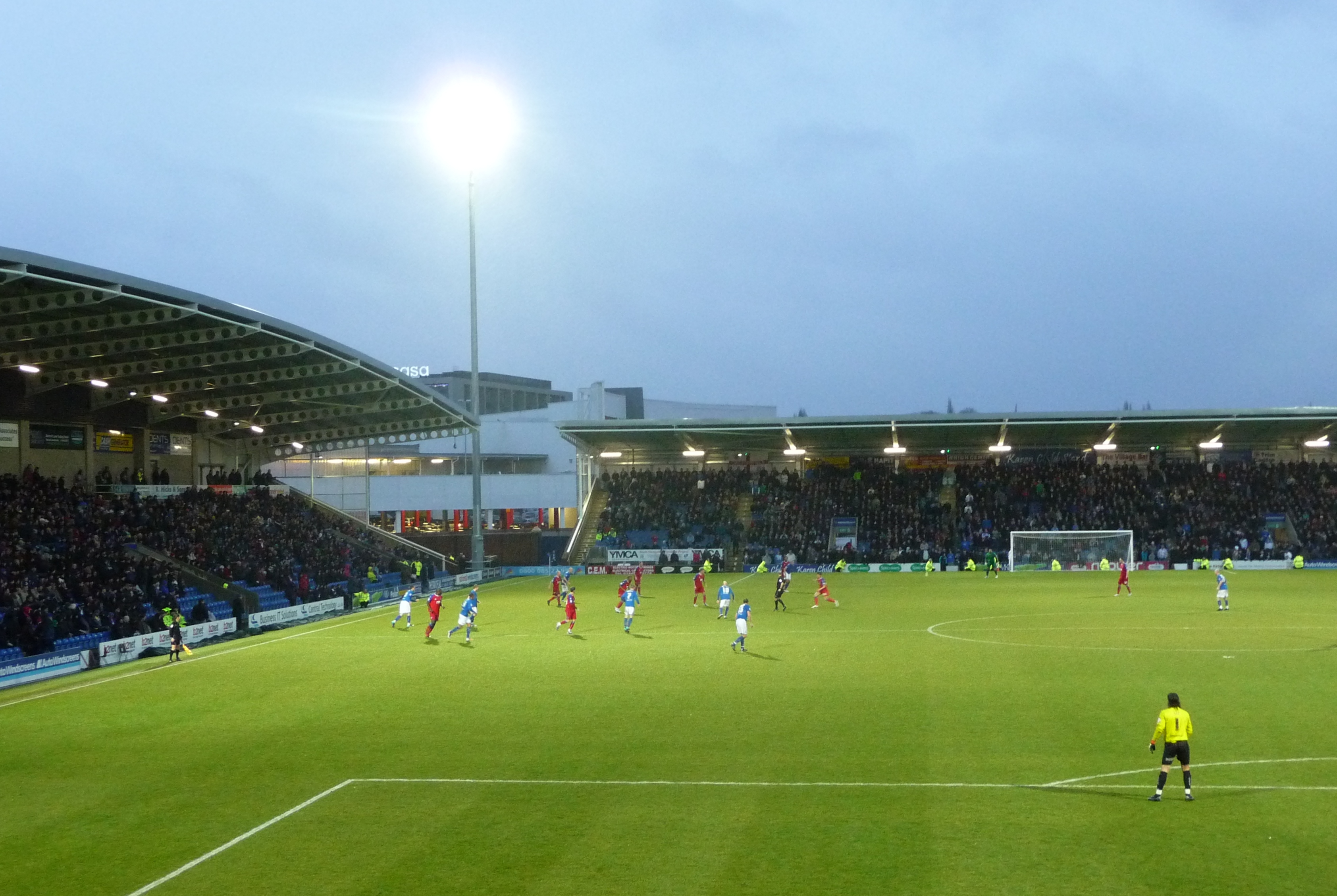
Chesterfield speelt tegen Aldershot Town, 2011

Chesterfield verzekerde zich met een zesde plaats in het seizoen 2014/15 voor deelname aan de play-offs om promotie. Hierin verloor het in de halve finale over twee wedstrijden met 4-0 van Preston North End. Op 14 november 2016 nam meerderheidsaandeelhouder Dave Allen ontslag als voorzitter en directeur van de club. Dit was het begin van een crisis en vier dagen later namen nog eens vier directeuren ontslag van hun functie. Er werd aangekondigd dat Chesterfield openlijk te koop stond en dringend een investering nodig had om faillissement te vermijden. Mike Warner werd op 19 november aangesteld als voorzitter. Chesterfield had het dat jaar zwaar en was voornamelijk terug te vinden op de onderste plekken van de ranglijst. Halverwege het seizoen werd trainer Danny Wilson ontslagen en opgevolgd door Gary Caldwell. Hij wist het fortuin van de club echter niet te keren en de ploeg degradeerde naar de League Two. Op 16 september 2017 werd manager Caldwell ontslagen na drie overwinningen in 29 wedstrijden, wat hem de slechtst presterende manager in de geschiedenis van de ploeg maakte. Chesterfield presteerde in het seizoen 2017/18 dusdanig slecht dat er slechts tien van de zesenveertig wedstrijden winnend werden afgesloten. De ploeg sloot het seizoen af als hekkensluiter en degradeerde naar de National League, waardoor Chesterfield voor het eerst sinds 1921 niet meer in de English Football League speelde.
De eerste twee seizoenen van Chesterfield op het vijfde niveau verliepen zeer teleurstellend. In het seizoen 2019/20 dreigde zelfs een derde degradatie in vier seizoenen. De ploeg eindigde uiteindelijk op de twintigste plek, vlak boven de degradatiestreep. In het seizoen 2020/21 startte Chesterfield wederom zeer matig en won het in de eerste tien duels slechts tweemaal. Eind november werd trainer John Pemberton ontslagen en opgevolgd door James Rowe, die eerder Gloucester City onder zijn hoede had. Hij bracht verschillende spelers mee van Gloucester naar Chesterfield, waaronder de Nederlander Akwasi Asante. Mede dankzij de Nederlander, die met tien treffers clubtopscorer werd, eindigde Chesterfield op plek zes en plaatste zich voor de play-offs. Hierin bleek Notts County te sterk. De club won vervolgens de National League-titel in het seizoen 2023/24 en keerde na zes seizoenen in non-League terug naar de English Football League.

## Erelijst
- Third Division North

Kampioen: 1930/31, 1935/36
- Fourth Division / League Two

Kampioen: 1969/70, 1984/85, 2010/11, 2013/14
Promotie: 2000/01
Play-off winnaar: 1994/95
- National League

Kampioen: 2023/24
- Football League Trophy

Winnaar: 2012
- Anglo-Scottish Cup

Winnaar: 1981

## Eindstanden
De eindklasseringen van Chesterfield FC vanaf het seizoen 1921/22.
- 2025 7e
League Two
- 2024 1e
National League
- 2023 3e
National League
- 2022 7e
National League
- 2021 6e
National League
- 2020 20e
National League
- 2019 15e
National League
- 2018 24e
League Two
- 2017 24e
League One
- 2016 18e
League One
- 2015 6e
League One
- 2014 1e
League Two
- 2013 8e
League Two
- 2012 22e
League One
- 2011 1e
League Two
- 2010 8e
League Two
- 2009 10e
League Two
- 2008 8e
League Two
- 2007 21e
League One
- 2006 16e
League One
- 2005 17e
League One
- 2004 20e
Second Division
- 2003 20e
Second Division
- 2002 18e
Second Division
- 2001 3e
Third Division
- 2000 24e
Second Division
- 1999 9e
Second Division
- 1998 10e
Second Division
- 1997 10e
Second Division
- 1996 7e
Second Division
- 1995 3e
Third Division
- 1994 8e
Third Division
- 1993 12e
Third Division
- 1992 13e
Fourth Division
- 1991 18e
Fourth Division
- 1990 7e
Fourth Division
- 1989 22e
Third Division
- 1988 18e
Third Division
- 1987 17e
Third Division
- 1986 17e
Third Division
- 1985 1e
Fourth Division
- 1984 13e
Fourth Division
- 1983 24e
Third Division
- 1982 11e
Third Division
- 1981 5e
Third Division
- 1980 4e
Third Division
- 1979 20e
Third Division
- 1978 9e
Third Division
- 1977 18e
Third Division
- 1976 14e
Third Division
- 1975 15e
Third Division
- 1974 5e
Third Division
- 1973 16e
Third Division
- 1972 13e
Third Division
- 1971 5e
Third Division
- 1970 1e
Fourth Division
- 1969 20e
Fourth Division
- 1968 7e
Fourth Division
- 1967 15e
Fourth Division
- 1966 20e
Fourth Division
- 1965 12e
Fourth Division
- 1964 16e
Fourth Division
- 1963 15e
Fourth Division
- 1962 19e
Fourth Division
- 1961 24e
Third Division
- 1960 18e
Third Division
- 1959 16e
Third Division
- 1958 8e
Third Division North / South
- 1957 6e
Third Division North / South
- 1956 6e
Third Division North / South
- 1955 6e
Third Division North / South
- 1954 6e
Third Division North / South
- 1953 12e
Third Division North / South
- 1952 13e
Third Division North / South
- 1951 21e
Second Division
- 1950 14e
Second Division
- 1949 6e
Second Division
- 1948 16e
Second Division
- 1947 4e
Second Division
- 1946
- 1945
- 1944
- 1943
- 1942
- 1941
- 1940
Second Division
- 1939 6e
Second Division
- 1938 11e
Second Division
- 1937 15e
Second Division
- 1936 1e
Third Division North / South
- 1935 10e
Third Division North / South
- 1934 2e
Third Division North / South
- 1933 21e
Second Division
- 1932 17e
Second Division
- 1931 1e
Third Division North / South
- 1930 4e
Third Division North / South
- 1929 11e
Third Division North / South
- 1928 16e
Third Division North / South
- 1927 7e
Third Division North / South
- 1926 4e
Third Division North / South
- 1925 7e
Third Division North / South
- 1924 3e
Third Division North / South
- 1923 4e
Third Division North / South
- 1922 13e
Third Division North / South

- Second Division
- Third Division
- Fourth Division
- League One
- League Two
- National League

ⓘ In 1992 invoering van de Premier League en opheffing van de Fourth Division; in 2004 opheffing van de First, Second en Third Division.

## Bekende (oud-)spelers
- Ched Evans
- Franck Moussa
- Akwasi Asante, Gevaro Nepomuceno, Guus Uhlenbeek
- Neil Warnock, Gordon Banks
- Mark Williams
- Marc-Antoine Fortuné